# Хашковцова Лхота
Хашковцова Лхота (чеш. Haškovcova Lhota) је насељено мјесто са административним статусом сеоске општине (чеш. obec) у округу Табор, у Јужночешком крају, Чешка Република.

## Становништво
Према подацима о броју становника из 2014. године насеље је имало 77 становника.